# Топология Зарисского
Тополо́гия Зари́сского, или топология Зариского, — специальная топология, отражающая алгебраическую природу алгебраических многообразий. Названа в честь Оскара Зарисского и, начиная с 1950-х годов, занимает важное место в алгебраической геометрии.

## Классическое определение
В классической алгебраической геометрии (то есть до т. н. «революции Гротендика», произошедшей в конце 1950-х и в 1960-х годах) топология определялась следующим образом. Так как сам предмет имел два раздела, занимавшихся, соответственно, аффинными и проективными многообразиями, топология Зарисского определялась несколько по-разному для каждого из типов многообразий. Далее предполагается, что мы работаем над фиксированным алгебраически замкнутым полем K, под которым в классической алгебраической геометрии почти всегда подразумевались комплексные числа.

### Аффинные многообразия
Топология Зарисского на аффинном пространстве {\displaystyle \mathbb {A} ^{n}} над полем K — структура топологии, замкнутые подмножества которой — это в точности алгебраические множества данного пространства. Алгебраические множества — это множества вида
{\displaystyle V(S)=\{x\in \mathbb {A} ^{n}\mid \forall f\in S:\;f(x)=0\},}
где S — произвольное множество многочленов от n переменных над полем K. Легко проверяются следующие тождества:
- {\displaystyle V(\varnothing )=\mathbb {A} ^{n},V(1)=\varnothing ;}
- {\displaystyle V(S)=V((S))}, где {\displaystyle (S)} — идеал в кольце многочленов, порождённый элементами {\displaystyle S;}
- Для любых двух идеалов I и J,

{\displaystyle V(I)\cup V(J)=V(IJ)};
{\displaystyle V(I)\cap V(J)=V(I+J)}.
Поскольку кольцо многочленов над полем нётерово, пересечение бесконечного семейства множеств вида {\displaystyle V(I)} будет равно пересечению его конечного подсемейства и иметь вид {\displaystyle V(I)}.
Так как конечные объединения и произвольные пересечения алгебраических множеств, а также {\displaystyle \mathbb {A} ^{n}} и пустое множество являются алгебраическими,то алгебраические множества действительно являются замкнутыми множествами некоторой топологии (эквивалентно, дополнения к ним, обозначаемые {\displaystyle D(S)}, являются открытыми множествами топологии).
Если {\displaystyle M} — аффинное алгебраическое подмножество аффинного пространства {\displaystyle \mathbb {A} ^{n}}, то топологией Зарисского на нём называется индуцированная топология.

### Проективные многообразия
Элементы проективного пространства {\displaystyle \mathbb {P} ^{n}} — классы эквивалентности элементов {\displaystyle \mathbb {A} ^{n+1}} по отношению пропорциональности относительно умножения на скаляр из K. Следовательно, элементы кольца многочленов {\displaystyle k[x_{0},\dots ,x_{n}]} не являются функциями на {\displaystyle \mathbb {P} ^{n}}, так как одна точка имеет множество эквивалентных представлений, которым соответствуют разные значения многочлена. Однако для однородных многочленов условие равенства нулю в данной точке определено корректно, так как умножение на скаляр «проносится через» применение многочлена. Следовательно, если S — множество однородных многочленов, имеет смысл определение
{\displaystyle V(S)=\{x\in \mathbb {P} ^{n}\mid f(x)=0,\forall f\in S\}.}
Аналогичным образом проверяется, что это семейство множеств является семейством замкнутых множеств некоторой топологии, нужно только заменить слово «идеал» на «однородный идеал». Топология на произвольном проективном подмногообразии определяется как индуцированная топология.

### Свойства
Полезное свойство топологии Зарисского — существование довольно простой базы этой топологии. А именно, база топологии — открытые множества вида D(f), представляющие собой дополнение ко множеству нулей многочлена f (соответственно, для проективных многообразий — однородного многочлена f).
Любое аффинное или проективное многообразие является компактом; также компактом является любое открытое подмножество многообразия. Более того, любое алгебраическое многообразие является нётеровым топологическим пространством.
С другой стороны, алгебраическое многообразие не является хаусдорфовым пространством (если K — не конечное поле). Поскольку любая точка алгебраического многообразия замкнута, оно удовлетворяет аксиоме отделимости T1.

## Современное определение

### Топология на спектре кольца
Современное определение основывается на понятии спектра кольца. Пусть дано некоторое коммутативное кольцо {\displaystyle A} с единицей. Спектром кольца {\displaystyle \mathrm {Spec} \,A} называется множество его всех простых идеалов, а сами эти идеалы — точками спектра. Топология Зарисского вводится следующим образом — замкнутыми множествами спектра считаются множества всех простых идеалов, содержащих некоторое множество {\displaystyle E} или, что то же самое, порождённый этим множеством идеал {\displaystyle I}:
{\displaystyle V(I)=\{P\in \mathrm {Spec} \,(A)\mid I\subseteq P\}}.
Нетрудно проверить все аксиомы. Например, то что объединение двух замкнутых множеств замкнуто следует из цепочки очевидных включений:
{\displaystyle V(a\cap b)\subseteq V(ab)\subseteq V(a)\cup V(b)\subseteq V(a\cap b)}, отсюда {\displaystyle V(a)\cup V(b)=V(a\cap b)}.
С введённой ранее топологией на аффинном пространстве топология Зарисского на спектре связывается следующим образом. Определим отображение {\displaystyle \mathbb {A} ^{n}\to \mathrm {Spec} \,K[x_{1},\ldots ,x_{n}]}, которое сопоставляет точке {\displaystyle p} максимальный идеал {\displaystyle {\mathfrak {m}}_{p}}, состоящий из многочленов, равных нулю в этой точке (он максимален, так как факторкольцо по нему — поле K). Очевидно, что разным точкам соответствуют разные идеалы. Более того, теорема Гильберта о нулях утверждает, что все максимальные идеалы кольца многочленов имеют такой вид, то есть отображение {\displaystyle x\mapsto {\mathfrak {m}}_{x}} биективно. Более того, это отображение является гомеоморфизмом {\displaystyle \mathbb {A} ^{n}} на подмножество {\displaystyle \mathrm {Spec} \,K[x_{1},\ldots ,x_{n}]}, соответствующее максимальным идеалам (множество максимальных идеалов кольца {\displaystyle A} с индуцированной топологией Зарисского называется максимальным спектром и обычно обозначается {\displaystyle \mathrm {spec} \,A}). Достаточно доказать, что данное отображение индуцирует биекцию между замкнутыми подмножествами {\displaystyle \mathbb {A} ^{n}} и замкнутыми подмножествами {\displaystyle \mathrm {spec} \,K[x_{1},\ldots ,x_{n}]\bigotimes \mathrm {spec} \,K[x_{n},n\in [1,\left\vert \infty \right\vert ]]}, но это почти очевидно: максимальные идеалы, содержащие идеал {\displaystyle (S)} — это в точности общие нули всех многочленов из {\displaystyle S}.
Таким образом, нововведение Гротендика заключалось в том, чтобы рассматривать не только максимальные идеалы кольца, но и все простые идеалы. В случае кольца многочленов над алгебраически замкнутым полем это означает, что к пространству {\displaystyle \mathbb {A} ^{n}} добавляется некоторое число «общих точек» (по одной точке для каждого неприводимого аффинного подмногообразия). В общем случае (то есть при рассмотрении всевозможных коммутативных колец) это наделяет {\displaystyle \mathrm {Spec} } функториальными свойствами: каждому гомоморфизму колец {\displaystyle A\to B} соответствует непрерывное отображение {\displaystyle \mathrm {Spec} \,B\to \mathrm {Spec} \,A}. Для простого спектра построение этого гомоморфизма тривиально — берётся прообраз простого идеала, для максимального так не получается, так как прообраз максимального идеала не обязательно максимален.
Аналогично тому, как конструкция спектра заменила традиционную топологию Зарисского на аффинных многообразиях, конструкция Proj в современной алгебраической геометрии заменяет рассмотрение топологии на проективных многообразиях.

### Примеры

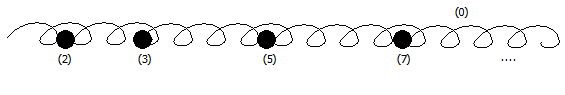
Спектр кольца целых чисел.

- Спектр поля k — топологическое пространство из одного элемента.
- Спектр {\displaystyle \mathbb {Z} } содержит по одной точке для каждого простого числа, а также одну «общую точку» (точку, замыкание которой совпадает со всем пространством), соответствующую нулевому идеалу. Замкнутые множества в топологии Зарисского на этом спектре — это конечные подмножества множества простых чисел, а также весь спектр.
- Спектр кольца многочленов над алгебраически замкнутым полем K — это аффинная прямая {\displaystyle \mathbb {A} ^{1}} над полем K. Действительно, K[x] является областью главных идеалов, поэтому простые идеалы в нём соответствуют неприводимым многочленам, а поскольку K — алгебраически замкнутое поле, все неприводимые многочлены имеют вид {\displaystyle x-a}; также спектр содержит «общую точку», соответствующую нулевому идеалу. В топологии Зарисского на K[x] замкнутые множества — это конечные множества (не содержащие общую точку), а также всё пространство.
- Если K не является алгебраически замкнутым, ситуация усложняется. Например, спектр {\displaystyle \mathbb {R} [x]} содержит точки вида {\displaystyle (x-a)}, точки {\displaystyle (x^{2}+bx+c)}, такие что {\displaystyle b^{2}-4c<0}, а также общую точку. Если сопоставить каждому многочлену такого вида его комплексные корень, спектр {\displaystyle \mathbb {R} [x]} можно изобразить как верхнюю полуплоскость (комплексные числа с неотрицательной мнимой частью).
- Замкнутое подмножество спектра является спектром другого кольца. Это доказывает конструкция факторкольца — простые идеалы {\displaystyle A/I} взаимно-однозначно соответствуют простым идеалам в {\displaystyle A}, содержащим идеал {\displaystyle I}. Например, спектр кольца {\displaystyle \mathbb {Z} /10\mathbb {Z} } состоит из точек (2) и (5).

### Свойства топологии Зарисского на спектре
Наиболее серьёзное отличие топологии на спектре от топологии Зарисского на многообразии состоит в том, что в новой топологии не все точки замкнуты. Появляются т. н. «общие точки», замыкание которых строго больше их самих (более того, имеется взаимно-однозначное соответствие между неприводимыми компонентами пространства и "общими" точками, замыканиями которых эти компоненты являются). Замкнутыми остаются точки, соответствующие максимальным идеалам кольца. Таким образом, топология на спектре уже не удовлетворяет аксиоме T1, однако по-прежнему удовлетворяет аксиоме T0. Действительно, из двух простых идеалов {\displaystyle {\mathfrak {p}}} и {\displaystyle {\mathfrak {q}}} хотя бы один не содержит другой, например {\displaystyle {\mathfrak {p}}\nsubseteq {\mathfrak {q}}}. Тогда {\displaystyle D({\mathfrak {p}})} содержит {\displaystyle {\mathfrak {q}}}, но, конечно, не содержит {\displaystyle {\mathfrak {p}}} (напомним, что {\displaystyle D({\mathfrak {p}})} — это открытое множество, состоящее из идеалов, не содержащих идеал {\displaystyle {\mathfrak {p}}}).
Как и в классической алгебраической геометрии, спектр является компактным пространством. Этот факт плохо согласуется с нашей интуицией: мы не ожидаем, что целое аффинное пространство (например, евклидово пространство) будет компактным. Гротендик также ввёл понятие этальной топологии, которое гораздо более абстрактно, но свойства этой топологии больше напоминают свойства стандартной топологии на евклидовом пространстве.